# Drehbrücke Malchow
Die Drehbrücke im mecklenburgischen Malchow verbindet die in Insellage im Malchower See befindliche Altstadt mit den Stadtteilen am westlichen Ufer des Gewässers.

## Geschichte
Bis zum Jahr 1845 bestand die einzige Verkehrsanbindung der Insel Malchow in Form einer Holzbrücke an das westliche Festland. Der Schiffsverkehr konnte zu dieser Zeit östlich der Insel frei passieren. Als nun im Jahre 1846 zusätzlich ein Straßendamm an das südöstlich gelegene Festland gebaut wurde, musste die starre Holzbrücke durch eine Hubbrücke ersetzt werden, um eine neue Durchfahrt für den Schiffsverkehr zu erhalten.
Diese Hubbrücke wurde 1863 durch eine vollständig aus Holz konstruierte Drehbrücke ersetzt. Erst im Jahr 1912 wurde die zu schmal gewordene hölzerne Drehbrücke durch eine Stahlkonstruktion abgelöst. 1945 wurde die Brücke durch Sprengung vollständig zerstört. Der Verkehr wurde durch eine auf einem Brückenkahn liegende hölzerne Behelfsbrücke gewährleistet. Eine neue Drehbrücke wurde 1948/1949 gebaut. Der Drehvorgang erfolgte erstmals durch einen Elektromotor. Sie war bis zur Eröffnung der Autobahn Berlin–Rostock im Jahr 1978 der einzige Übergang über die Oberseen der Mecklenburger Seenplatte.

## Gegenwart
Bis 1980 verfiel die Drehbrücke zunehmend. Für eine Generalreparatur fehlte das Geld. Nach zehnjähriger Stilllegung wurde von 1989 bis 1991 eine neue Brücke gebaut und dem Verkehr übergeben.
Seitdem öffnete sie sich bis 2012 zu jeder vollen Stunde, um den auf der Müritz-Elde-Wasserstraße fahrenden Schiffen die Durchfahrt zu erlauben. Die Anfang 2012 durchgeführten Baugutachten ergaben, dass die Drehbrücke in Malchow dringend zu erneuern war. Die Baukosten hierfür wurden auf sechs Millionen Euro veranschlagt. Es wurde eine völlig neue Pylonen-Dreh-Brücke konstruiert und innerhalb eines Jahres fertiggestellt. 2013 wurde die neue Brücke in Betrieb genommen, 2014 erhielt sie den Publikumspreis und eine Belobigung zum Landesbaupreis Mecklenburg-Vorpommern.
Als einziges Wasserbauwerk in Mecklenburg-Vorpommern wird die Drehbrücke von einer Kommune betrieben und unterhalten. Die Drehbrücke ist außerdem ein eingetragenes technisches Denkmal.
Über viele Jahre sammelt der Brückenwärter von den Kapitänen und Passagieren der durchfahrenden Schiffe einen freiwilligen Obolus im Auftrag der Stadt ein, um den Unterhalt der Brücke zu unterstützen. Dazu reichte er, von der gedrehten Brücke aus, einen langen Stab mit Sammelbeutel in Richtung der fahrenden Schiffe. Jeder Spender erhält zum Dank eine kleine Foto-Karte der Drehbrücke, die zusätzlich mit interessanten Informationen auf der Rückseite versehen ist. Auf drängen der zuständigen Behörden und des Landkreises stellte die Stadt die umstrittene Praktik am 13. Juni 2014 ein.